# Amundsen Glacier
Amundsen Glacier är en glaciär i Antarktis. Den ligger i Västantarktis. Nya Zeeland gör anspråk på området. Amundsen Glacier ligger 365 meter över havet.
Terrängen runt Amundsen Glacier är platt åt nordväst, men åt sydost är den kuperad. Trakten är obefolkad. Det finns inga samhällen i närheten.